# Démographie de la Malaisie
Les habitants de Malaisie s’appellent les Malaisiens. À ne pas confondre avec les Malais, groupe ethno-linguistique qui tout en constituant la population majoritaire et historique, n’en sont pas les uniques citoyens, et se trouvent aussi en Indonésie et à Singapour. Il y a environ 25 % de Malaisiens de descendance chinoise et 10 % de Malaisiens de descendance indienne. Ils sont établis depuis plusieurs générations. La population est jeune avec un âge médian de 27 ans.
La population réside aux trois quarts sur la péninsule Malaise.

## Diversité ethnoculturelle
Les Malais représentent la majorité de la population dans tous les États et territoires fédéraux de la peninsule Malaise. Toutefois à Penang et Kuala Lumpur, leur nombre équivaut à celui des Chinois. En Malaisie orientale, les Bumiputera non malais sont majoritaires.
| État            | Malais | Chinois | Autres Bumiputera | Indiens | Autres | Étrangers |
| --------------- | ------ | ------- | ----------------- | ------- | ------ | --------- |
| Johor           | 53,3 % | 30,3 %  | 1,7 %             | 6,5 %   | 0,5 %  | 7,8 %     |
| Kedah           | 75,7 % | 12,7 %  | 0,3 %             | 6,9 %   | 0,9 %  | 3,5 %     |
| Kelantan        | 92,3 % | 3,2 %   | 1,2 %             | 0,3 %   | 0,7 %  | 2,4 %     |
| Malacca         | 63,3 % | 24,6 %  | 1,3 %             | 5,9 %   | 0,5 %  | 4,3 %     |
| Negeri Sembilan | 56,6 % | 21,3 %  | 1,9 %             | 14,0 %  | 0,4 %  | 5,8 %     |
| Pahang          | 70,6 % | 14,9 %  | 5,2 %             | 4,1 %   | 0,5 %  | 4,8 %     |
| Penang          | 41,6 % | 41,5 %  | 0,4 %             | 10,0 %  | 0,3 %  | 6,2 %     |
| Perak           | 53,0 % | 28,8 %  | 2,9 %             | 11,8 %  | 0,4 %  | 3,0 %     |
| Perlis          | 85,4 % | 7,8 %   | 0,5 %             | 1,3 %   | 1,9 %  | 3,0 %     |
| Selangor        | 52,2 % | 25,5 %  | 1,3 %             | 12,1 %  | 0,7 %  | 8,1 %     |
| Terengganu      | 94,7 % | 2,4 %   | 0,3 %             | 0,3 %   | 0,2 %  | 2,1 %     |
| Sabah           | 7,6 %  | 8,8 %   | 55,5 %            | 0,3 %   | 3,2 %  | 24,6 %    |
| Sarawak         | 23,4 % | 22,9 %  | 48,4 %            | 0,3 %   | 0,3 %  | 4,7 %     |
| Kuala Lumpur    | 41,3 % | 38,7 %  | 1,2 %             | 9,2 %   | 0,9 %  | 8,8 %     |
| Labuan          | 35,0 % | 11,1 %  | 42,3 %            | 0,8 %   | 1,8 %  | 9,1 %     |
| Putrajaya       | 94,9 % | 0,6 %   | 1,0 %             | 1,0 %   | 0,1 %  | 2,4 %     |
| Malaisie        | 50,8 % | 21,8 %  | 12,0 %            | 6,6 %   | 0,9 %  | 7,9 %     |

## Natalité
Le tableau ci-dessous illustre l'évolution du taux de fécondité (nombre d'enfants par femme) au cours de la dernière décennie selon les groupes ethniques :
| Groupe ethnique          | 2000 | 2005 | 2010 |
| ------------------------ | ---- | ---- | ---- |
| Bumiputera (dont Malais) | 3,5  | 2,9  | 2,8  |
| Chinois                  | 2,6  | 1,9  | 1,8  |
| Indiens                  | 2,5  | 2,0  | 2,0  |
| Autres                   | 1,5  | 1,3  | 1,4  |
| Total                    | 3,0  | 2,4  | 2,3  |

## Immigration
|                            | 2019       |
| -------------------------- | ---------- |
| Population totale Malaisie | 32 680 000 |
| Population immigrée totale | 3 430 380  |
| Indonésie                  | 1 225 156  |
| Népal                      | 578 082    |
| Bangladesh                 | 410 195    |
| Birmanie                   | 345 947    |
| Inde                       | 146 128    |
| Philippines                | 116 423    |
| Viêt Nam                   | 99 875     |
| Singapour                  | 91 002     |
| Pakistan                   | 83 884     |
| Japon                      | 18 825     |
| Cambodge                   | 16 166     |
| Thaïlande                  | 15 580     |
| Chine                      | 11 864     |
| Royaume-Uni                | 11 273     |
| Sri Lanka                  | 7 591      |
| Brunei                     | 6 960      |
| Australie                  | 6 076      |
| Corée du Sud               | 3 917      |
| Nouvelle-Zélande           | 2 449      |
| Somalie                    | 1 578      |
| Irak                       | 1 300      |
| Autres                     | 230 109    |

## Sources
1. ↑  Indicateurs du World-Factbook publié par la CIA.
2. ↑  Le taux de variation de la population 2021 correspond à la somme du solde naturel 2021 et du solde migratoire 2021 divisée par la population au 1er janvier 2021.
3. ↑  https://perspective.usherbrooke.ca/bilan/servlet/BMTendanceStatPays?codeTheme=1&codeStat=SP.POP.GROW&codePays=MYS&optionsPeriodes=Aucune&codeTheme2=1&codeStat2=x&codePays2=MYS&optionsDetPeriodes=avecNomP
4. ↑  L'indicateur conjoncturel de fécondité (ICF) pour 2021 est la somme des taux de fécondité par âge observés en 2021. Cet indicateur peut être interprété comme le nombre moyen d'enfants qu'aurait une génération fictive de femmes qui connaîtrait, tout au long de leur vie féconde, les taux de fécondité par âge observés en 2021. Il est exprimé en nombre d’enfants par femme. C’est un indicateur synthétique des taux de fécondité par âge de 2021.
5. ↑  https://perspective.usherbrooke.ca/bilan/servlet/BMTendanceStatPays?langue=fr&codePays=MYS&codeTheme=1&codeStat=SP.DYN.TFRT.IN
6. ↑   Le taux de natalité 2021 est le rapport du nombre de naissances vivantes en 2021 à la population totale moyenne de 2021.
7. ↑  https://perspective.usherbrooke.ca/bilan/servlet/BMTendanceStatPays?codeTheme=1&codeStat=SP.DYN.CBRT.IN&codePays=MYS&optionsPeriodes=Aucune&codeTheme2=1&codeStat2=x&codePays2=MYS&optionsDetPeriodes=avecNomP
8. ↑   Le taux de mortalité 2021 est le rapport du nombre de décès, au cours de 2021, à la population moyenne de 2021.
9. ↑  https://perspective.usherbrooke.ca/bilan/servlet/BMTendanceStatPays?codeTheme=1&codeStat=SP.DYN.CDRT.IN&codePays=MYS&optionsPeriodes=Aucune&codeTheme2=1&codeStat2=x&codePays2=MYS&optionsDetPeriodes=avecNomP
10. ↑  Le taux de mortalité infantile est le rapport entre le nombre d'enfants décédés à moins d'un an et l'ensemble des enfants nés vivants.
11. ↑  L'espérance de vie à la naissance en 2018 est égale à la durée de vie moyenne d'une génération fictive qui connaîtrait tout au long de son existence les conditions de mortalité par âge de 2018. C'est un indicateur synthétique des taux de mortalité par âge de 2018.
12. ↑  L'âge médian est l'âge qui divise la population en deux groupes numériquement égaux, la moitié est plus jeune et l'autre moitié est plus âgée.
13. ↑  (en + ms) « Population by States and Ethnic Group, 2015 », sur pmr.penerangan.gov.my (consulté le 6 août 2020)
14. ↑  (en) Demographic Transition in Malaysia: The Changing Roles of Women p. 28
15. ↑  https://www.un.org/en/development/desa/population/migration/data/estimates2/estimates19.asp